# فانيسا فوكس
فانيسا فوكس (بالألمانية: Vanessa Fuchs)‏ هي عارضة ألمانية، ولدت في 22 مارس 1996 في بيرغيش غلادباخ في ألمانيا.